# جو خودرو

جو خودرو یا جو خودروی (نام علمی: Hordeum spontaneum) نام یک گونه از سرده جو است.